# Sally Salisbury
Sally Salisbury (1690 Londýn – 1724 Londýn), vlastním jménem Sarah Pridden, známá také jako Sarah Priddon, byla proslulá londýnská prostitutka počátku 18. století. Byla milenkou mnoha významných členů společnosti a stýkala se s mnoha dalšími.
V roce 1722 zranila klienta, politika Johna Finche, který byl synem Daniela Finche, 2. hraběte z Nottinghamu, a Anny Finch, hraběnky z Nottinghamu. V důsledku toho byla odsouzena k jednomu roku vězení. K výkonu trestu byla poslána do věznice Newgate, ale již po devíti měsících ve vězení zemřela.

## Životopis
Narodila se kolem roku 1690–1692. Její otec byl zedník. V devíti letech se vyučila švadlenou v Aldgate. Po ztrátě cenného kusu krajky utekla a začala žít na ulici v chudinské čtvrti St Giles. Zde se věnovala různým formám pouličního obchodu. V Londýně se stala známou jako „ta krásná malá děvečka, která prodává pamflety školákům a učňům... v uličce Pope's Head Alley v londýnské čtvrti City”. Prodej pamfletů byl jen její vedlejším činností. Sally za hodinu svého času vybírala od chlapců půl koruny. Známý sukničkář plukovník Francis Charteris ji učinil svou milenkou, ale opustil ji kolem roku 1704, když jí bylo 14 let. Po jejím opuštění se mladé dívky ujala nevěstka Matka Wisebourne, jejíž dům v Covent Garden patřil k nejexkluzivnějším a nejdražším nevěstincům té doby. Příjmení Salisbury přijala podle jména jednoho ze svých milenců. Po smrti Wisebourne se Salisbury přestěhovala do domu Matky Needham na Park Place.
Salisbury byla proslulá svou krásou a vtipem, a proto přitahovala mnoho aristokratických zákazníků. Státní tajemník pro severní oblast (1710–1713) a státní tajemník pro jižní oblast (1713–1714) vikomt Bolingbroke byl jejím velkým obdivovatelem ochotný zaplatit „nejvyšší cenu za největší potěšení”. Chlubila se, že má za klienty „nejméně půl tuctu” lordů. Jejími mecenáši byli vévoda z Richmondu, básník a diplomat Matthew Prior a syn Nell Gwyn, vévoda ze St Albans, a mezi její milence prý patřil dokonce i budoucí Jiří II.
Za drobné přestupky a dluhy strávila nějaký čas ve věznicích Marshalsea a Bridewell. Po nepokojích v domě Wisebourn v roce 1713, byla Salisbury poslána do vězení Newgate. Propustil ji soudce Blagney, který se do ní zamiloval.

### Incident

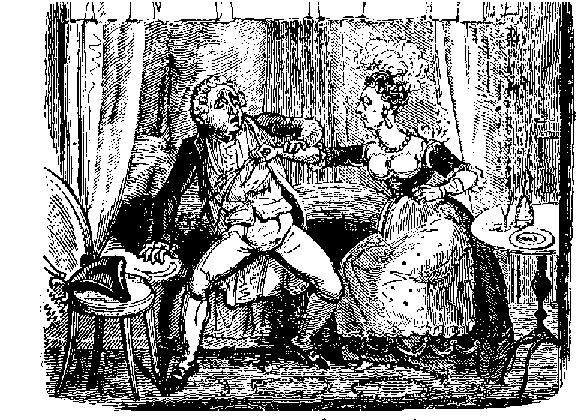
Ilustrace Sally Salisbury bodající klienta

V roce 1722 Salisbury zranila klienta, politika Johna Finche, syna Daniela Finche, 2. hraběte z Nottinghamu, a Anny Finchové, hraběnky z Nottinghamu. V hostinci Three Tuns v Chandos Street v Covent Garden se Finch a Salisbury rozhádali, kvůli lístkům na operu, které Finch dal místo Sally její sestře. Salisbury popadla nůž, který dostala k jídlu, a bodla Finche do hrudi. Zřejmě svého činu ihned litovala a zavolala chirurga, aby Finche ošetřil. Finch byl nějakou dobu velmi nemocen, ale na místě Salisbury odpustil. Když se později uzdravil, chtěl ji navštívit ve vězení, aby jí znovu odpustil. O incidentu se mluvilo v Londýně, protože Salisbury byla  ve městě celebritou, a o každém jejím kroku se psalo. Lady Mary Wortley Montagu napsala několik dní po této události do Paříže lady Frances Pierrepont, hraběnce z Maru, tou dobou v exilu (manželce Johna Erskina, hraběte z Maru), o pomluvách:
| „                                                  | Nejčerstvější zprávou ve městě je fatální nehoda, která se stala před třemi dny jednomu velmi hezkému mladíkovi, bratrovi lorda Finche, který popíjel s drahou polovičkou, o níž jste možná slyšeli pod jménem Sally Salisbury. V žárlivém hněvu ho bodla nožem do srdce. Okamžitě padl mrtev k zemi, ale když byl přivolán chirurg a nůž mu byl vytažen z těla, otevřel oči a jeho první slova byla, že ji prosí, aby se s ním spřátelila, a políbil ji. Od té doby zůstala u jeho lůžka, až do včerejšího večera, kdy ji prosil, aby odešla, neboť si myslel, že nemůže žít; dala na jeho radu a snad vás poctí svým pobytem v Paříži. | “ |
| — Lady Mary Wortley Montagu – c. 25. prosince 1722 | |   |

### Soudní proces a uvěznění
Sally Salisbury byla obviněna z násilného útoku a 24. dubna 1723 byla souzena v Old Bailey. Její obhájce tvrdil, že čin nebyl promyšlený, a že v její prospěch by mělo hrát odpuštění pana Finche. Obhajoba se také snažila tvrdit, že Sally jednala spíše na obranu své sestry, před nečestnými milostnými úmysly pana Finche, než ze žárlivosti. Obžaloba se vysmívala její pověsti a tvrdila, že Finchovo odpuštění svědčí pouze o jeho přátelské povaze a nenabízí nic jako polehčující okolnost. Porota ji shledala vinnou z napadení a zranění Finche, ale zprostila ji obžaloby z úmyslu vraždy. Byla odsouzena k zaplacení pokuty 100 liber, ročnímu vězení a k nalezení záruky za své chování na dva roky.
Vážení mecenáši Salisbury neopustili. Během pobytu ve vězení a čekání na soud přijímala návštěvy. Soudní síň byla během procesu plná prominentů londýnské společnosti. I poté, co byla převezena do věznice Newgate, přijímala návštěvy, které jí nosily luxusní zboží a staraly se o její pohodlí během věznění. Po odpykání devíti měsíců trestu zemřela na „mozkovou horečku způsobenou zhýralostí”, téměř jistě na syfilis, a byla pohřbena na hřbitově kostela St Andrew Holborn.

## V kultuře
Byla námětem řady životopisů, mimo jiné anonymní knihy The Genuine History of Mrs. Sarah Pridden, usually called Sally Salisbury a Her Gallants a Authentic Memoirs of the Life, Intrigues and Adventures of the Celebrated Sally Salisbury od kapitána Charlese Walkera, obě z roku 1723. Zmínku o ní lze nalézt i v díle Césara de Saussura A Foreign View of England.
Je možnou inspirací pro nevěstku Moll Hackabout v díle Williama Hogartha A Harlot's Progress. Byla považována za satirický námět písně „Sally in Our Alley”, alespoň do doby, něž její autor Henry Carey nepřišel s tvrzením, že o Sally Salisbury v době psaní písně neslyšel.